# Коноплёв, Владимир Николаевич
Влади́мир Никола́евич Коноплёв (бел. Уладзімір Мікалаевіч Канаплёў; род. 3 января 1954) — белорусский политический и государственный деятель. Председатель Палаты представителей Национального собрания Республики Беларусь (2004—2007). Президент Белорусской федерации гандбола (с 2006 года).

## Биография
Родился 3 января 1954 года в деревне Акулинцы Могилёвского района.
Окончил Могилёвский государственный педагогический институт (1975) по специальности географ.
Служил в рядах Вооружённых Сил. Работал учителем в школе-интернате Шклова (1975—1976), заместителем директора средней школе № 3 города Шклова (1977—1983), инспектором по делам несовершеннолетних отдела внутренних дел Шкловского райисполкома (1983—1991), учителем средней школы (1991—1994), помощником депутата Верховного Совета Белоруссии Александра Лукашенко.
В 1991—1994 являлся помощником народного депутата Республики Беларусь, затем в 1994—1996 — главным помощником Президента Республики Беларусь Александра Лукашенко.
В 1995 был избран депутатом Верховного Совета Республики Беларусь XIII созыва, возглавлял депутатскую фракцию «Згода», являлся членом Президиума Верховного Совета РБ.
28 ноября 1996 на первой внеочередной сессии Палаты представителей избран заместителем Председателя Палаты представителей Национального собрания Республики Беларусь I созыва.
В октябре 2000 избран депутатом Палаты представителей Национального собрания Республики Беларусь II созыва от Шкловского избирательного округа № 75
21 ноября 2000 на первой внеочередной сессии Палаты представителей избран заместителем Председателя Палаты представителей Национального собрания Республики Беларусь II созыва.
16 ноября 2004 избран председателем Палаты представителей Национального собрания Республики Беларусь III созыва.
11 сентября 2007 года подал прошение об отставке с поста спикера Палаты представителей Национального собрания по состоянию здоровья. 2 октября 2007 года депутаты одобрили его отставку.
В ноябре 2013 года провел две недели под арестом,  а затем в июне 2014 года был осужден за недонесение об особо тяжком преступлении по делу экс-заместителя генпрокурора Александра Архипова. Суд назначил наказание в виде штрафа в 135 миллионов рублей. Александр Архипов по тому же делу был осуждён к лишению свободы на срок 6 лет с конфискацией имущества.
В 2006 году возглавил Белорусскую федерацию гандбола. В мае 2017 года переизбран на следующие четыре года.
14 мая 2025 года переизбран на пятый срок главой Белорусской федерации гандбола. Полномочия Коноплева были продлены на четыре года. Отчетно-выборная конференция БФГ единогласно проголосовала за кандидатуру функционера, за него были поданы 92 голоса. Коноплев был единственным кандидатом.
Женат, имеет двоих сыновей.

## Награды
- Орден Отечества III степени (2004).
- Орден «Содружество» (10 февраля 2006 года, Межпарламентская ассамблея СНГ) — за активное участие в деятельности Межпарламентской Ассамблеи и её органов, вклад в укрепление дружбы между народами государств — участников Содружества[3].
- Медаль «МПА СНГ. 25 лет» (27 марта 2017 года, Межпарламентская ассамблея СНГ) — за заслуги в деле развития и укрепления парламентаризма, за вклад в развитие и совершенствование правовых основ функционирования Содружества Независимых Государств, укрепление международных связей и межпарламентского сотрудничества[4].